# エルツおもちゃ博物館・軽井沢
エルツおもちゃ博物館・軽井沢（エルツおもちゃはくぶつかん・かるいざわ、Erzgebirge Toys Museum of Karuizawa）は、長野県北佐久郡軽井沢町にあるミュージアム・パーク「ムーゼの森」を構成する博物館の一つである。

## 概要
1998年4月に開館した。設計は類設計室が行った。当館はドイツ・ザイフェン村立「エルツ地方のおもちゃ博物館（Erzgebirgisches Spielzeugmuseum Seiffen）」の姉妹館であり、くるみ割り人形やクリスマスピラミッドに代表されるエルツ地方、グリューンハイニヒエン、ザイフェン周辺で製造された木製玩具を収集・展示する施設である。

## 施設
- Leben - 展示館
  - A展示室 - エルツ地方のおもちゃを展示、一角では実際の玩具工房を再現。
  - B展示室 - エルツ地方ザイフェンのおもちゃを中心とする歴史を紹介。
  - C展示室 - 現在のマイスターとその作品を展示、企画展の会場。
- Ruhe - ミュージアムカフェ
- Baum - ミュージアムショップ
- 森の生活館「ブリューテ」 - 生活提案型のセレクトショップ

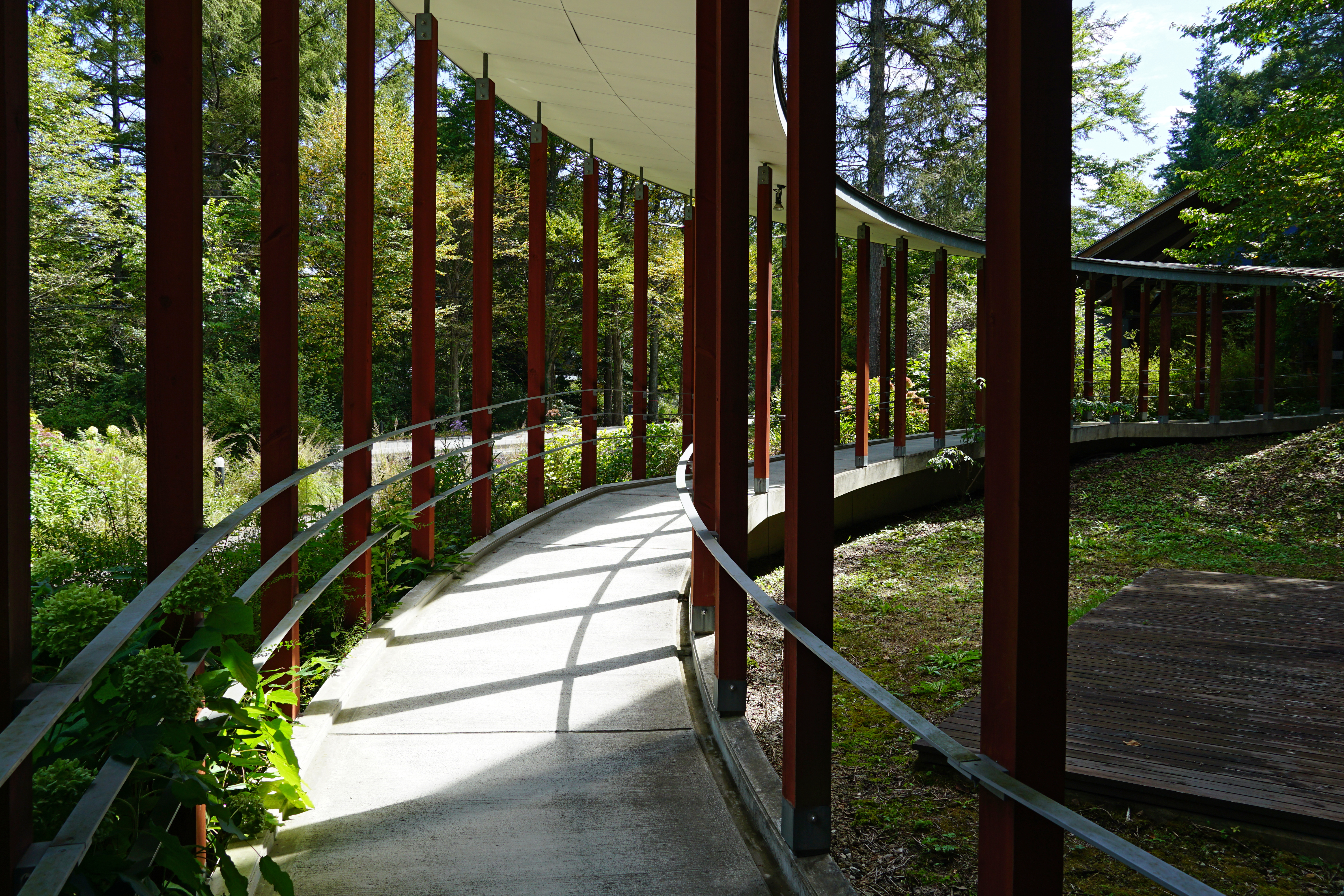
Lebenと森の生活館ブリューテの連絡通路
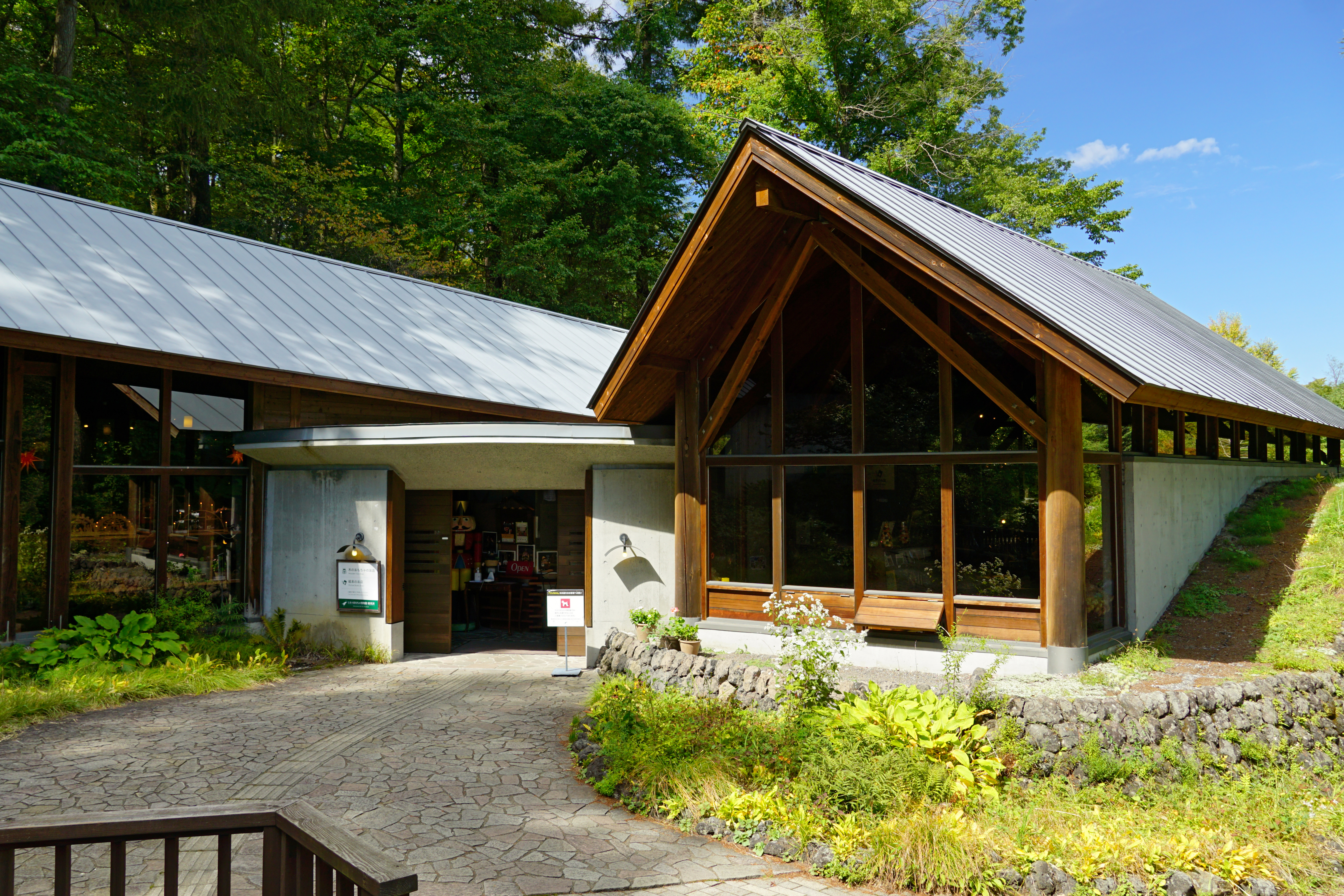
Baum（左）、森の生活館ブリューテ（右）
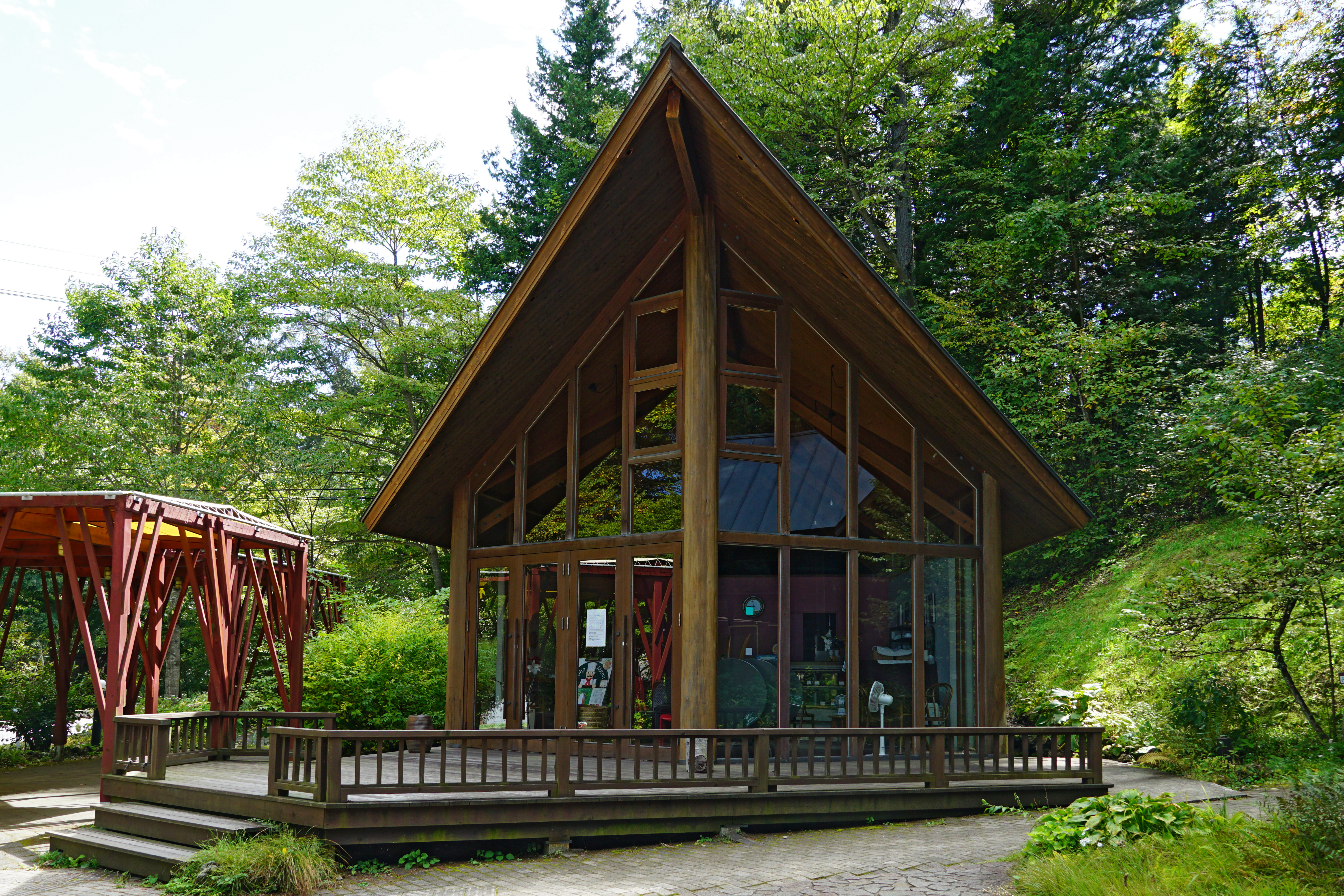
Ruhe
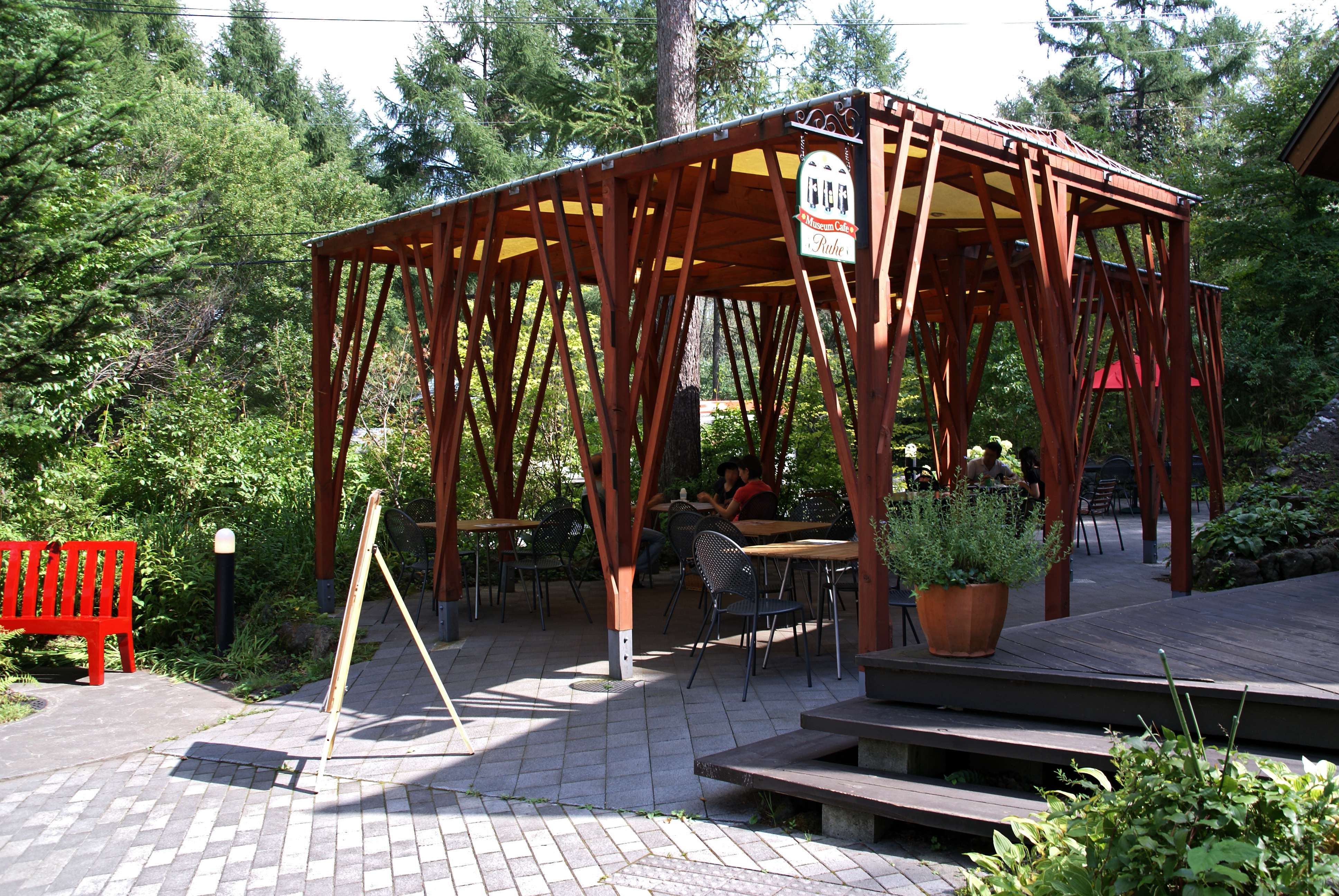
Ruheのテラス席

## 利用情報
- 開館時間 - 9時30分〜17時（12月〜1月は10時〜16時）
- 休館日 - 1月中旬〜2月、期間中は火曜休、ゴールデンウィーク・7〜9月無休

## 交通アクセス
- しなの鉄道 中軽井沢駅 から町内循環バスで約10分、「風越公園」下車 徒歩約5分
- 北陸新幹線・しなの鉄道 軽井沢駅 から軽井沢美術館・観光循環バスで約30分、「ムーゼの森」下車　直ぐ（夏期のみ）

## 周辺
- ムーゼの森
  - 軽井沢絵本の森美術館
- 軽井沢タリアセン
- 風越公園